# Alitosi
L'alitosi  (detta anche bromopnea) è l'odore sgradevole dell'alito causato da patologie respiratorie o metaboliche.
È una condizione diffusa che ha delle implicazioni sociali e psicologiche, e può avere come conseguente la riduzione della qualità di vita della persona. è considerata, dopo la carie dentale e la malattia paradontale, uno dei disturbi dentali più frequenti. L'acido solforico, il metilmercaptano e il dimetilsolfuro sono i principali composti ritenuti come causa principale dell'alitosi.
Alcuni ceppi di batteri anaerobi (cioè che proliferano in assenza di ossigeno) in determinate condizioni proliferano ad una velocità anomala decomponendo rapidamente le sostanze proteiche presenti nei residui di cibo, muco e saliva e sprigionando i cosiddetti CVS (composti volatili solforati), responsabili del cattivo odore. 
La produzione di saliva mantiene il pH della bocca a livelli tali da impedire la proliferazione di batteri.
La produzione di saliva scende nella notte o nei mesi caldi, o a seguito di alterazioni dell'ormone adrenalina.

## Eziologia
Di solito una prima classificazione dell'alitosi consiste nelle cause che possono essere di origine intra-orale o extra-orale.
- patologia nasale: ipertrofia dei turbinati;
- patologie polmonari: polmonite, ascesso polmonare;
- patologie del tratto enterico: diverticolo di Zenker, cancro dell'esofago;
- abuso di bevande alcoliche;[2]
- malattie metaboliche: uremia, coma diabetico, coma epatico;
- intossicazione da fosforo, arsenico, selenio;
- alitosi essenziale: espirazione di acidi grassi
- calcoli tonsillari: tonsillolito.
- Helicobacter pylori, gastrite
- patologie locali: denti cariati, gengiviti, bimetallismo orale, eruzione dei denti del giudizio, stomatiti su base fungina o batterica

Molteplici fattori possono scatenare l'alitosi, come una scarsa igiene dentale, infezioni dentali o orali e l'ingestione di determinanti alimenti. Le persone maggiormente a rischio di alitosi sono quelle che presentano un'infezione, una funzionalità epatica compromessa, diabete, insufficienza renale, lo stress, la dieta, la radioterapia e cambiamenti ormonali (come durante la gravidanza). Protesi dentarie e apparecchi ortodontici non correttamente posizionati possono determinare piaghe e conseguentemente infezioni, le quali possono portare a sviluppare alitosi.
La xerostomia (produzione insufficiente della saliva) può causare l'alitosi perché la saliva ha un ruolo molto importante nell'idratazione e la pulizia della bocca. La secchezza delle fauci può essere originata da problemi alle ghiandole salivari, da farmaci (ad esempio quelli contenenti triamterene, la paraldeide e gli antistaminici), da disturbi del tessuto connettivo ma anche dal respirare esclusivamente tramite la bocca.
Il consumo di alcol rappresenta un potenziale fattore di rischio per l'alitosi. Studi hanno evidenziato che i consumatori cronici di alcol possono sviluppare un particolare tipo di alito caratterizzato dalla presenza di acetaldeide e altri sottoprodotti odorosi, derivanti dall'ossidazione dell'alcol sia nella cavità orale sia nel fegato. Inoltre, l'assunzione di alcol può indurre iposalivazione e secchezza delle fauci, condizioni che favoriscono l'insorgenza dell'alitosi.

## Segni e sintomi
L'alitosi può essere percepita dal soggetto come un cattivo gusto nella bocca e l'apparizione di un rivestimento sulla lingua.
Frequentemente la presenza di alitosi può essere segnalata da soggetti terzi, a causa del cattivo odore emanato col respiro.

## Diagnosi
L'alitosi può essere indagata rilevando l'intensità organolettica e gli indici edonici organolettici e l'uso di strumenti che hanno la capacità di quantificare la quantità dei composti volatili o degli enzimi batterici che causano la produzione di composti odorosi.
Il grado di alitosi può essere valutato da due giudici separati, utilizzando la cosiddetta scala Rosenberg.
Si possono inoltre identificare i batteri produttori di composti solforosi volatili ottenuti raschiando il biofilm dal dorso della lingua. Tramite la reazione a catena della polimerasi (PCR) è possibile rilevare le specie batteriche responsabili del cattivo odore. In generale l'alitosi può essere ricondotta a cinque batteri specifici: P. gingivals, Tanerella forsythia, Fusobacterium nucleatum, Prevotella intermedia e T. denticola.
Gli esami strumentali comprendono la gascromatografia, che separa i gas in base al loro peso molecolare.

## Trattamento
La pulizia profonda della lingua permette di ridurre la carica batterica intra-orale, mentre la raschiatura di rimuovere il biofilm della lingua (e quindi diminuire la produzione di composti solforati volatili o di composti organici volatili), contribuendo in ambedue i casi alla riduzione dell'alitosi.
L'alitosi è frequentemente associata a inadeguate abitudini di igiene orale e può essere prevenuta o ridotta attraverso pratiche corrette. Tra le misure più efficaci figurano il lavaggio dei denti dopo i pasti, la pulizia delicata della lingua con lo spazzolino, l'uso regolare del filo interdentale e un'adeguata idratazione mediante il consumo di acqua. L'adozione di queste pratiche spesso permette di risolvere il problema entro pochi giorni.
Utilizzare collutori aromatizzati o masticare compresse alla menta possono offrire una soluzione temporanea, anche se non risolvono il problema in modo definitivo. Alcuni studi, inoltre, hanno dimostrato come il trattamento probiotico con l’assunzione dei cosiddetti “batteri buoni”, come Lactobacillus salivarius e Streptococcus salivarius, può aiutare a contrastare l’alito cattivo.  

## Prevenzione
Per prevenire l'alitosi è consigliabile usare il filo interdentale regolarmente e pulire la lingua per rimuovere i batteri dalla sua superficie, evitare il fumo o il masticamento del tabacco, visitare il dentista regolarmente (soprattutto in caso di apparecchio ortodontico), consumare gomme e caramelle senza zucchero (in quanto stimolano la produzione di saliva) in caso di xerostomia.
Può aiutare bere grandi quantità di acqua per mantenere la bocca umida, mangiare più frutta e verdura e meno carne.